# Diócesis de Guarapuava
La diócesis de Guarapuava (en latín: Dioecesis Guarapuaven(sis) y en portugués: Diocese de Guarapuava) es una circunscripción eclesiástica latina de la Iglesia católica en Brasil, sufragánea de la arquidiócesis de Curitiba. La diócesis tiene al obispo Amilton Manoel da Silva, C.P. como su ordinario desde el 6 de mayo de 2020. 

## Territorio y organización
La diócesis tiene 27 360 km² y extiende su jurisdicción sobre los fieles católicos de rito latino residentes en 31 municipios del estado de Paraná: Guarapuava, Altamira do Paraná, Boa Ventura de São Roque, Campina do Simão, Cândido de Abreu, Candói, Cantagalo, Espigão Alto do Iguaçu, Foz do Jordão, Goioxim, Inácio Martins, Laranjal, Laranjeiras do Sul, Manoel Ribas, Marquinho, Mato Rico, Nova Laranjeiras, Nova Tebas, Palmital, Pinhão, Pitanga, Porto Barreiro, Prudentópolis, Quedas do Iguaçu, Reserva do Iguaçu, Rio Bonito do Iguaçu, Rio Branco do Ivaí, Rosário do Ivaí, Santa Maria do Oeste, Turvo y Virmond.
La sede de la diócesis se encuentra en la ciudad de Guarapuava, en donde se halla la Catedral de Nuestra Señora de Belén.
En 2019 en la diócesis existían 47 parroquias agrupadas en 4 decanatos: Centro, Pinhão, Pitanga e Laranjeiras.

## Historia
La diócesis fue erigida el 16 de diciembre de 1965 con la bula Christi vices del papa Pablo VI, obteniendo el territorio de las diócesis de Campo Mourão, Ponta Grossa y Toledo.
El 3 de diciembre de 1976 cedió una parte de su territorio para la erección de la diócesis de União da Vitória mediante la bula Qui divino consilio del papa Pablo VI.

## Estadísticas
De acuerdo al Anuario Pontificio 2020 la diócesis tenía a fines de 2019 un total de 387 666 fieles bautizados.
| Año                                                                             | Población            | Población | Población      | Sacerdotes | Sacerdotes    | Sacerdotes    | Bautizados por sacerdote | Diáconos permanentes | Religiosos | Religiosos | Parroquias |
| Año                                                                             | Bautizados católicos | Total     | % de católicos | Total      | Clero secular | Clero regular | Bautizados por sacerdote | Diáconos permanentes | Varones    | Mujeres    | Parroquias |
| ------------------------------------------------------------------------------- | -------------------- | --------- | -------------- | ---------- | ------------- | ------------- | ------------------------ | -------------------- | ---------- | ---------- | ---------- |
| 1965                                                                            | ?                    | 256 508   | ?              | 45         | 9             | 36            | ?                        |                      |            |            | 17         |
| 1970                                                                            | 390 000              | 400 000   | 97.5           | 38         | 10            | 28            | 10 263                   |                      | 29         | 67         | 20         |
| 1976                                                                            | 423 000              | 436 000   | 97.0           | 45         | 17            | 28            | 9400                     |                      | 31         | 72         | 27         |
| 1980                                                                            | 428 000              | 451 000   | 94.9           | 35         | 18            | 17            | 12 228                   | 2                    | 20         | 82         | 28         |
| 1990                                                                            | 514 000              | 542 000   | 94.8           | 57         | 26            | 31            | 9017                     |                      | 34         | 104        | 30         |
| 1999                                                                            | 413 499              | 574 735   | 71.9           | 75         | 30            | 45            | 5513                     |                      | 49         | 106        | 38         |
| 2000                                                                            | 461 974              | 577 468   | 80.0           | 74         | 29            | 45            | 6242                     |                      | 50         | 108        | 40         |
| 2001                                                                            | 460 000              | 575 000   | 80.0           | 73         | 28            | 45            | 6301                     |                      | 49         | 106        | 40         |
| 2002                                                                            | 462 614              | 578 268   | 80.0           | 74         | 28            | 46            | 6251                     |                      | 50         | 106        | 39         |
| 2003                                                                            | 442 820              | 553 525   | 80.0           | 75         | 28            | 47            | 5904                     |                      | 52         | 103        | 39         |
| 2004                                                                            | 450 578              | 563 223   | 80.0           | 79         | 30            | 49            | 5703                     |                      | 54         | 108        | 39         |
| 2006                                                                            | 476 882              | 561 037   | 85.0           | 77         | 32            | 45            | 6193                     |                      | 66         | 103        | 39         |
| 2013                                                                            | 577 000              | 608 000   | 94.9           | 88         | 45            | 43            | 6556                     |                      | 51         | 65         | 47         |
| 2016                                                                            | 529 000              | 623 000   | 84.9           | 88         | 43            | 45            | 6011                     |                      | 50         | 51         | 47         |
| 2019                                                                            | 387 666              | 553 809   | 70.0           | 87         | 42            | 45            | 4455                     |                      | 50         | 51         | 47         |
| Fuente: Catholic-Hierarchy, que a su vez toma los datos del Anuario Pontificio. |                      |           |                |            |               |               |                          |                      |            |            |            |

## Episcopologio
- Friedrich Helmel, S.V.D. † (19 de marzo de 1966-27 de septiembre de 1986 retirado)
- Albano Bortoletto Cavallin † (24 de octubre de 1986-11 de marzo de 1992 nombrado arzobispo de Londrina)
  - Sede vacante (1992-1995)
- Giovanni Zerbini, S.D.B. (11 de enero de 1995-2 de julio de 2003 retirado)
- Antônio Wagner da Silva, S.C.I. (2 de julio de 2003 por sucesión-6 de mayo de 2020 retirado)
- Amilton Manoel da Silva, C.P., desde el 6 de mayo de 2020